# Dusty Good
Dusty Good (Cotati, California; 30 de marzo de 1987) es un futbolista de las Islas Vírgenes Estadounidenses nacido en Estados Unidos que juega en la posición de centrocampista y que actualmente milita en el New Vibes del Campeonato de fútbol de las Islas Vírgenes Estadounidenses.

## Carrera

### Club
| Periodo   | Club                   |
| --------- | ---------------------- |
| 2006–2007 | Sonoma State Seawolves |
| 2008–2011 | New Vibes              |
| 2011      | Råtorps IK             |
| 2012–2013 | FBK Karlstad           |
| 2013–2014 | Positive Vibes         |
| 2014–     | New Vibes              |

### Selección nacional
Debuta con la selección nacional el 7 de octubre de 2011 en la derrota por 0-7 ante Haití por la Clasificación para la Copa Mundial de Fútbol de 2014, y es el jugador con más partidos con la selección nacional.